# Doron Sheffer
Doron Sheffer (hebräisch דורון שפר; * 12. März 1972 in Ramat Gan) war Schüler des Neuen Gymnasiums in Tel Aviv. und ist ein ehemaliger israelischer Basketballspieler. Nach dem Meisterschaftsgewinn mit Hapoel Galil Elyon 1993, als Serienmeister Maccabi Tel Aviv erstmals seit 1970 den nationalen Meistertitel verlor und Sheffer mit 21 Jahren als MVP der israelischen Liga ausgezeichnet wurde, galt Sheffer als der talentierste israelische Basketballspieler der 1990er Jahre.
Nach einer dreijährigen Studienzeit in den Vereinigten Staaten wurde er auch 1996 als erster in Israel aufgewachsener Spieler im Entry Draft der am höchsten dotierten Profiliga NBA ausgewählt. Sheffer ging jedoch zurück in sein Heimatland und gewann nun mit Maccabi Tel Aviv weitere nationale Meisterschaften.
Nachdem er im Jahr 2000 seine Karriere vorerst beendet hatte, kehrte er knapp drei Jahre später nach dem Überwinden einer Krebserkrankung noch einmal als Profi zurück. Mit Hapoel Jerusalem gewann er den ULEB Cup 2003/04 und beendete seine aktive Karriere schließlich endgültig nach einer weiteren Saison mit Hapoel Galil Elyon 2008. Nach dem Karriereende als Basketballspieler betätigte sich Sheffer unter anderem als Musiker und Songwriter.

## Karriere
Sheffer startete seine Karriere 1990 in den Seniorenmannschaft von Hapoel Galil Elyon im Nordbezirk. Nach dem Gewinn des nationalen Pokalwettbewerbs mit dieser Mannschaft 1992 konnte man in der folgenden Saison 1992/93 Serienmeister Maccabi Tel Aviv, der alle Meisterschaftstitel seit 1970 gewonnen hatte, entthronen und in der Finalserie der Meisterschaft Pokalsieger Hapoel Tel Aviv besiegen. Damit gewann die Mannschaft unter Trainer Pini Gershon die erste israelische Meisterschaft eines Vereins, der nicht in Tel Aviv residierte. Sheffer wurde als 21-Jähriger zum MVP der höchsten israelischen Spielklasse Ligat ha’Al ernannt.
Er entschloss sich zum Beginn eines Studiums in den Vereinigten Staaten, dem „Mutterland“ des Basketballs, um dort in der NCAA Basketball zu spielen. Er ging an die University of Connecticut, wo bereits sein Landsmann Nadav Henefeld wenige Jahre zuvor als Student Basketball gespielt hatte. Für die Hochschulmannschaft „Huskies“ spielte Sheffer von 1993 bis 1996 drei Jahre lang in der damaligen Big East Conference der NCAA. In seiner ersten Saison wurde Sheffer als „Big East Rookie of the Year“ ausgezeichnet. Seine Karriere in der NCAA wurde in seiner basketballbegeisterten Heimat medial aufmerksam begleitet. Bei den Huskies unter Trainer Jim Calhoun spielte Sheffer unter anderem mit den späteren NBA-Profis Donyell Marshall, Kevin Ollie und Ray Allen zusammen. Mit letzterem gewann Sheffer gemeinsam 1996 das Big East-Meisterschaftsturnier. Nachdem man 1994 beim landesweiten NCAA-Endrundenturnier das Achtelfinale der Sweet Sixteen erreicht hatte, gelang 1995 der Einzug in die Viertelfinalrunde Elite Eight, in der man dem späteren Champion UCLA Bruins unterlag. Ein Jahr später verloren die Huskies in Sheffers abschließender Spielzeit etwas überraschend im Achtelfinale den Bulldogs der Mississippi State University.
Mit 24 Jahren meldete sich Sheffer nach nur dreijähriger NCAA-Karriere zum NBA-Draft an. Während sein Mannschaftskamerad Ray Allen bereits an fünfter Position ausgewählt wurde, wurde Sheffer schließlich in der zweiten Runde an 36. Position insgesamt als erster israelischer Spieler in einem NBA-Draft überhaupt von den Los Angeles Clippers ausgewählt. Obwohl erst in der zweiten Runde ausgewählt, wurde Sheffer ein garantierter Vertrag von den Clippers angeboten, die jedoch damals zu den erfolglosesten Mannschaften der NBA gehörten und in den 20 Jahren zuvor nur zwei Play-off-Teilnahmen erreicht hatten.
Sheffer entschloss sich zur Rückkehr in sein Heimatland, wo er diesmal zu Maccabi Tel Aviv ging, die den Meisterschaftsverlust von 1993 überwunden und die folgenden Titel erneut gewonnen hatten. In der Saison 1996/97 verlor man zwar erneut das Pokalfinale gegen Titelverteidiger Hapoel Jerusalem, doch ansonsten gewann man bis zum Jahr 2000 alle nationalen Titel und die Meisterschaften von 1998 bis 2000 als Double. Nachdem man dreimal hintereinander im Achtelfinale der FIBA Europaliga gegen Efes Pilsen Istanbul 1997, Fortitudo Teamsystem Bologna 1998 und Virtus Kinder Bologna 1999 ausgeschieden war, gewann man in den Europaliga-Play-offs der Saison 1999/2000 unter Trainer Gershon, der 1998 ebenfalls zu Maccabi gekommen war, in der Achtelfinalserie gegen Final-Four-Gastgeber PAOK Thessaloniki sowie in der Viertelfinalserie gegen den Vorjahresvierten Fortitudo Winnington Bologna. So stand Maccabi erstmals seit 1991 wieder im Final-Four-Turnier im höchstrangigen europäischen Vereinswettbewerb, bei man im Halbfinale den FC Barcelona besiegte. Im Finalspiel verlor man dann mit 67:73 jedoch gegen Panathinaikos Athen, bei denen ausgerechnet Oded Kattash, der bei Maccabi mit Sheffer zuvor einen gefährlichen Backcourt gebildet hatte, mit 17 Punkten für Panathinaikos maßgeblichen Anteil am Erfolg der Griechen hatte.
In der israelischen Nationalmannschaft hatte Sheffer an allen Endrunden der Basketball-Europameisterschaft seit 1993 teilgenommen. Beim EM-Endrundenturnier 1995 und beim EM-Endrundenturnier 1999 hatte man die Qualifikation für die Olympischen Spiele verpasst und war wie auch bei den sonstigen im zweijährigen Rhythmus ausgetragenen Endrunden vor dem Viertelfinale ausgeschieden. Nach dem Ende der Saison 1999/2000 und dem verlorenen Europaliga-Finale erklärte Sheffer seinen vorläufigen Rückzug vom Leistungssport und unternahm zunächst ausgedehnte Reisen in alle Welt. Schließlich wurde bei Sheffer Hodenkrebs diagnostiziert und er verlor erheblich an Gewicht. Nach seiner Genesung trainierte er dann doch wieder für eine Rückkehr in den Leistungssport und unternahm in der Saison 2002/03 ein Comeback bei Maccabi Tel Aviv, ohne die Rückkehr in die feste Rotation der eingesetzten Spieler dauerhaft zu schaffen. Für die Saison 2003/04 wechselte Sheffer daraufhin zu Hapoel aus Jerusalem, mit denen er den zweiten Europapokalwettbewerb ULEB Cup 2003/04 gewann.
In der folgenden Saison 2004/05 konnte die Mannschaft an diesen Erfolg nicht anschließen und schied als Titelverteidiger im ULEB Cup 2004/05 bereits nach der Vorrunde aus. Für die Saison 2005/06 unterschrieb Sheffer zunächst einen Vertrag bei Hapoel Tel Aviv, erklärte dann jedoch erneut seinen Rücktritt, um schließlich im Dezember 2005 doch auf das Spielfeld zurückzukehren. Beim israelischen Vizemeister und erbitterten Lokalrivalen von Maccabi Tel Aviv tobte jedoch ein Konflikt um den Umzug in die größere Heimspielstätte Yad Eliyahu Arena, die ansonsten nur von Maccabi genutzt worden war. Dieser Konflikt zwischen Eigentümer und Fans überschattete die Saison, in der Hapoel auf dem achten Platz in der Ligat ha’Al den Einzug in das Finalturnier um den Titel deutlich verpasste.
Sheffer beendete am Saisonende erneut seine Karriere, um dann ein Jahr später in der Saison 2007/08 doch noch eine weitere Saison für Hapoel Galil Elyon in Galiläa zu spielen, wo er bei den Senioren seine Karriere begonnen hatte. Im ULEB Cup 2007/08 gewann man in der Vorrunde nur drei von zehn Spielen und verlor unter anderem zweimal gegen den österreichischen Vertreter Allianz Swans Gmunden. Auch in der israelischen Liga enttäuschte man auf dem achten Platz am Saisonende.
Anschließend beendete Sheffer seine aktive Karriere endgültig. Der in einem wohlhabenden Elternhaus säkular aufgewachsene Sheffer wandte sich mit seiner zweiten Ehefrau nun zunehmend einem religiöseren Leben zu und trat ansonsten unter anderem noch als Musiker in der Öffentlichkeit in Erscheinung.